# Vodňany (stacja kolejowa)
Vodňany – stacja kolejowa w miejscowości Vodňany, w kraju południowoczeskim, w Czechach. Znajduje się na wysokości 405 m n.p.m..  
Na stacji istnieje możliwość zakupu biletów i rezerwacji miejsc.

## Linie kolejowe
- 197 Číčenice - Volary - Nové Údolí